# Pseudotrapelus
Pseudotrapelus Fitzinger, 1843 è un genere di sauri della famiglia Agamidae.

## Tassonomia
Comprende le seguenti specie:
- Pseudotrapelus aqabensis Melnikov, Nazarov, Ananjeva & Disi, 2012
- Pseudotrapelus dhofarensis Melnikov & Pierson, 2012
- Pseudotrapelus jensvindumi Melnikov, Ananjeva & Papenfuss, 2013
- Pseudotrapelus sinaitus (Heyden, 1827)